# Schleusenpark Waltrop

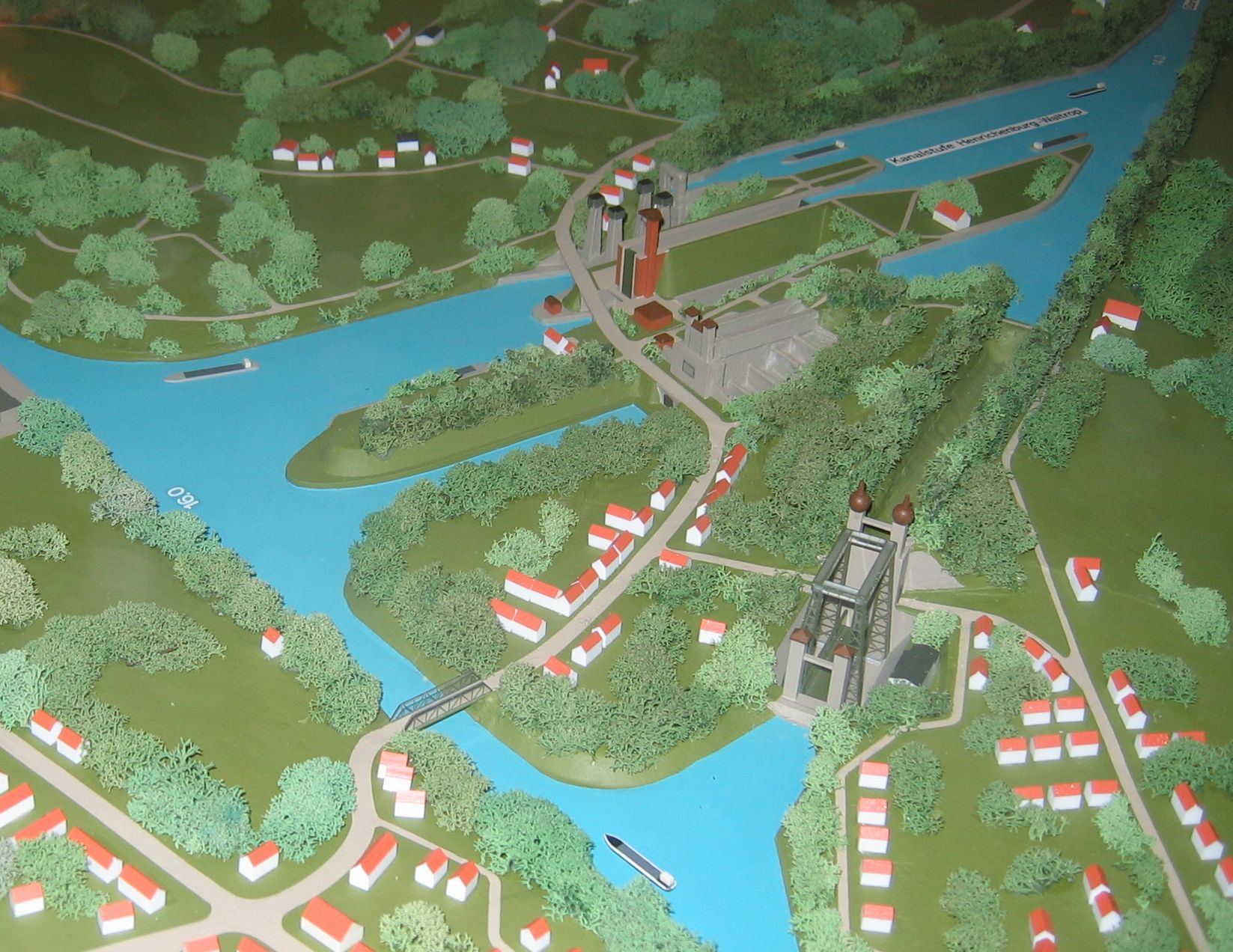
Modell des Schleusenparks

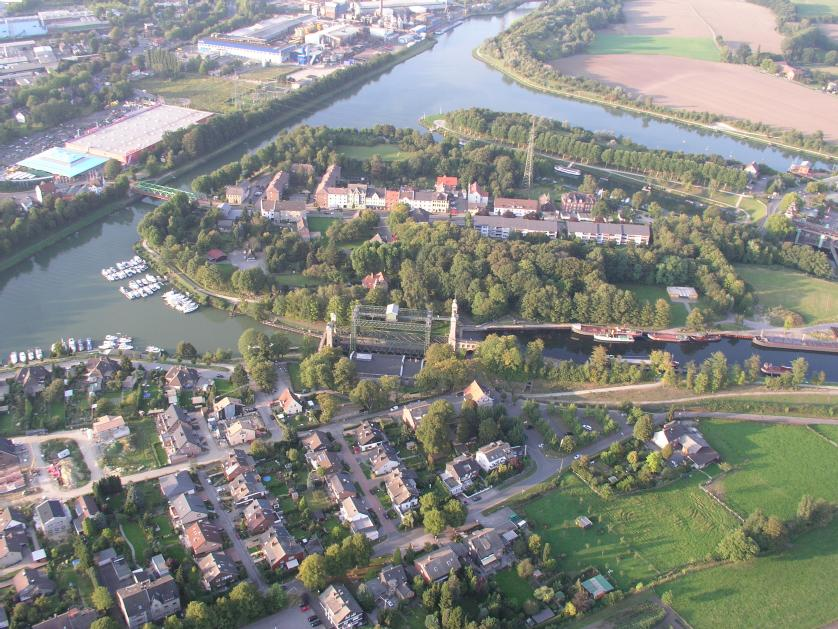
Der Schleusenpark aus der Luft

Der Schleusenpark Waltrop ist ein Ort von historischer Bedeutung für das Ruhrgebiet und die Binnenschifffahrt auf dem westdeutschen Kanalnetz. Rund 20 km nordwestlich von Dortmund stehen in unmittelbarer Nähe vier Abstiegsbauwerke aus einer mehr als 100-jährigen Technikgeschichte des Verkehrswasserbaus. Jedes dieser Bauwerke repräsentiert den jeweiligen Stand der Ingenieurtechnik seiner Zeit. Eingebettet in eine Parklandschaft mit verbindenden Wegen können alle Bauwerke besichtigt werden. Das älteste Bauwerk befindet sich im südlichen Geländeteil, der dem Landschaftsverband Westfalen-Lippe (LWL) gehört und seit 1979 als Museum genutzt wird. Der nördliche Teil mit den drei weiteren Bauwerken gehört der Wasserstraßen- und Schifffahrtsverwaltung des Bundes (WSV), die dort eine Ausstellungshalle zur Binnenschifffahrt auf dem westdeutschen Kanalnetz eröffnet hat. Das in Europa einmalige Ensemble ist das Resultat der kontinuierliche Anpassung der Wasserstraßen an die veränderten Schiffsgrößen. Betrieblich genutzt wird nur noch die Großschifffahrtsschleuse. Die drei historischen Abstiegsbauwerke stehen unter Denkmalschutz.

## Lage
Das Parkgelände liegt zwischen Datteln und Waltrop an der Kanalstufe Henrichenburg des Dortmund-Ems-Kanal (DEK). Der Name der Kanalstufe leitet sich von dem Ortsteil Henrichenburg ab, in dessen Nähe das Hebewerk ursprünglich geplant worden war und der heute ein Stadtteil von Castrop-Rauxel ist. Das Parkgelände liegt auf dem Gebiet der Stadt Waltrop im Ortsteil Oberwiese. Im Unterwasser endet verwaltungsmäßig der aus Süden von der Schleuse Herne-Ost kommende Rhein-Herne-Kanal (RHK), der mit gleichem Wasserspiegel in die Scheitelhaltung des DEK übergeht. Diese führt nach Norden bis zur Schleuse Münster. Die obere Haltung am Schleusenpark bildet den nach Südosten abzweigenden DEK-Stichkanal zum Dortmunder Hafen, dem größten Kanalhafen in Europa.
Gemäß Organisation der WSV ist das Wasserstraßen- und Schifffahrtsamt Westdeutsche Kanäle lokal zuständig für ihre drei Bauwerke am Schleusenpark. An der Kanalstufe steht heute eine Fallhöhe von 13,5 Meter an, da Ende der 1950er Jahre das Unterwasser von 14,0 Meter um 50 cm angehoben worden ist. Die WSV verortet die Lage der Kanalstufe mit RHK-km 45,6 bzw. DEK-km 14,7.
In zwei bis drei Kilometer Entfernung liegt das Kanalkreuz Datteln, das nicht zum Schleusenpark gehört. Das Wasserstraßenkreuz wird auch als Dattelner Meer bezeichnet. Zunächst zweigt von dem nach Norden führenden DEK nach Osten der Datteln-Hamm-Kanal ab, der am Kraftwerk Westfalen endet. Einen Kilometer weiter verläuft im Bogen nach Westen der Wesel-Datteln-Kanal zum Rhein, in dem direkt hinter dem Abzweig die Schleuse Datteln liegt.

## Geschichte

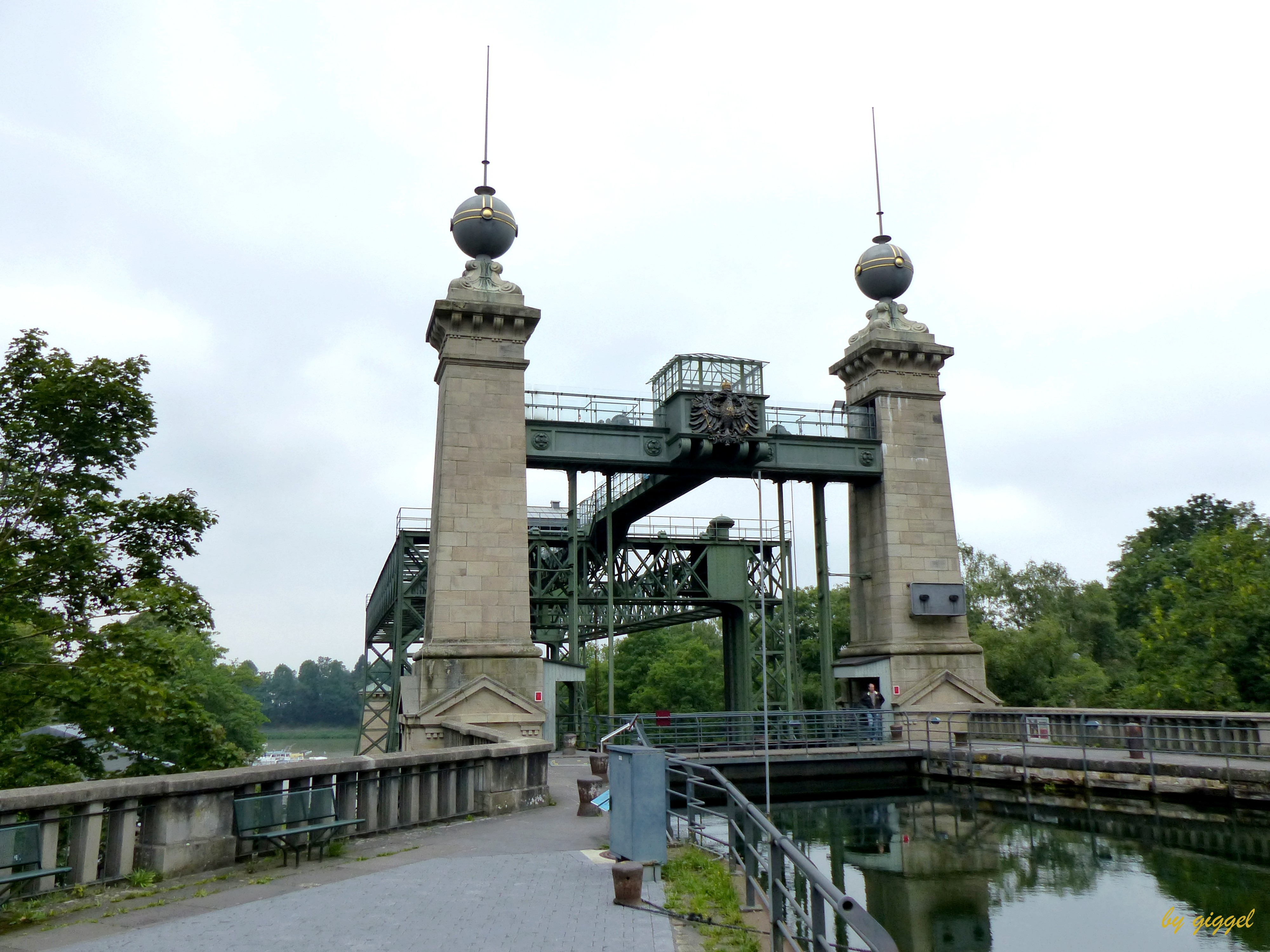
Altes Schiffshebewerk vom Oberwasser aus

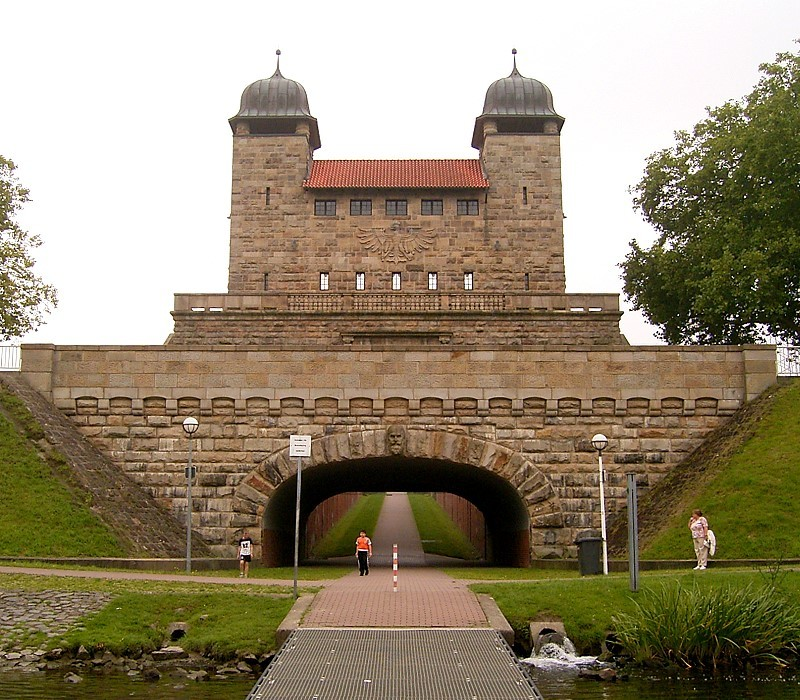
Die Alte Schleuse mit Rampe vom Bootssteg im Unterwasser aus

Für den Anschluss von Dortmund an den im Bau befindlichen Dortmund-Ems-Kanal musste Ende des 19. Jahrhunderts westlich von Waltrop ein Abstiegsbauwerk errichtet werden. Wegen der großen Fallhöhe von damals 14,0 Meter entschied man sich erstmals in Deutschland für ein Hebewerk, das zwischen 1894 und 1899 gebaut und dann zusammen mit dem DEK feierlich eingeweiht wurde. Als Unterstützer des Kanalbaus war bei der Zeremonie am 11. August 1899 Kaiser Wilhelm II. anwesend. Als Reminiszenz trägt der Riegel am Oberhaupt das Kaiserwappen. Die Troglänge beträgt 70 Meter, sodass genau ein Schleppkahn vom DEK-Typ (Länge 67 m) hinein passte. Mehr als 60 Jahre hat die Stahlkonstruktion nahezu störungsfrei funktioniert und ist vom Neuen Hebewerk abgelöst worden. Seine endgültige Stilllegung erfolgte 1969. Als Teil des LWL-Industriemuseum kann das alte Hebewerk mit seinem begehbaren Trog besichtigt werden.
Mit dem Bau des Rhein-Herne-Kanals und der Verbindung mit dem DEK war mit einem Anwachsen des Schiffsverkehrs am Hebewerk zu rechnen. Für den Fall einer Betriebsstörung sah man die Notwendigkeit eines zweiten Abstiegsbauwerks, das in Form einer Sparschleuse geplant wurde. Die zehn Sparbecken waren links und rechts im Halbkreis an der Schleusenkammer angeordnet. Zwischen 1908 und 1914 erfolgte die Baumaßnahme in  direkter Nähe zum Hebewerk. Die Schachtschleuse Henrichenburg mit einer Kammerlänge von 95 Metern war seinerzeit eine der größten Sparschleusen der Welt. Sie konnte schon die etwas längeren Kähne vom RHK-Typ (Länge 80 m) über den Geländesprung bringen. Über rund 50 Jahre einschließlich zweier Weltkriege konnten die beiden ältesten Bauwerke zusammen ihre Leistungsfähigkeit für die Schleppschifffahrt unter Beweis stellen. Nach Inbetriebnahme der neuen Großschifffahrtsschleuse wurde die Schachtschleuse 1990 außer Betrieb genommen und in Teilen zurückgebaut.
Die Zunahme des Schiffsverkehrs in den 1950er Jahren und das Anwachsen der Schiffsgrößen bewog die WSV zur Planung eines weiteren Abstiegsbauwerks. Die Entscheidung fiel zugunsten eines Hebewerks aus, das zwischen 1959 und 1962 gebaut wurde. Es übernahm anschließend die Hauptlast des alten Hebewerks. Im Gegensatz zum alten Hebewerk mit fünf Schwimmern hat das neue Hebewerk nur zwei Schwimmer und ragt nur gering über das Geländeniveau hinaus. Damit die Europaschiffe (Länge 85 m) den Dortmunder Hafen ansteuern können, hat das Hebewerk einen Trog von 90 Meter Länge. Wegen technischer Probleme ist es seit 2005 stillgelegt.
Da der Ausbau der Binnenwasserstraßen seit den 1980er Jahren das Befahren mit Schubverbänden ermöglichen soll, musste ein deutlich längeres Bauwerk angeordnet werden. Ab 1985 erfolgte der Bau einer Großschifffahrtsschleuse mit 190 Meter langer Schleusenkammer, die wegen Platzproblemen nur zwei Sparbecken erhalten konnte. Mit der Einweihung 1989 ersetzte sie die alte Schachtschleuse und ist heute das einzige betriebene Abstiegsbauwerk an der Fallstufe Henrichenburg.

## LWL-Industriemuseum

### Allgemeines

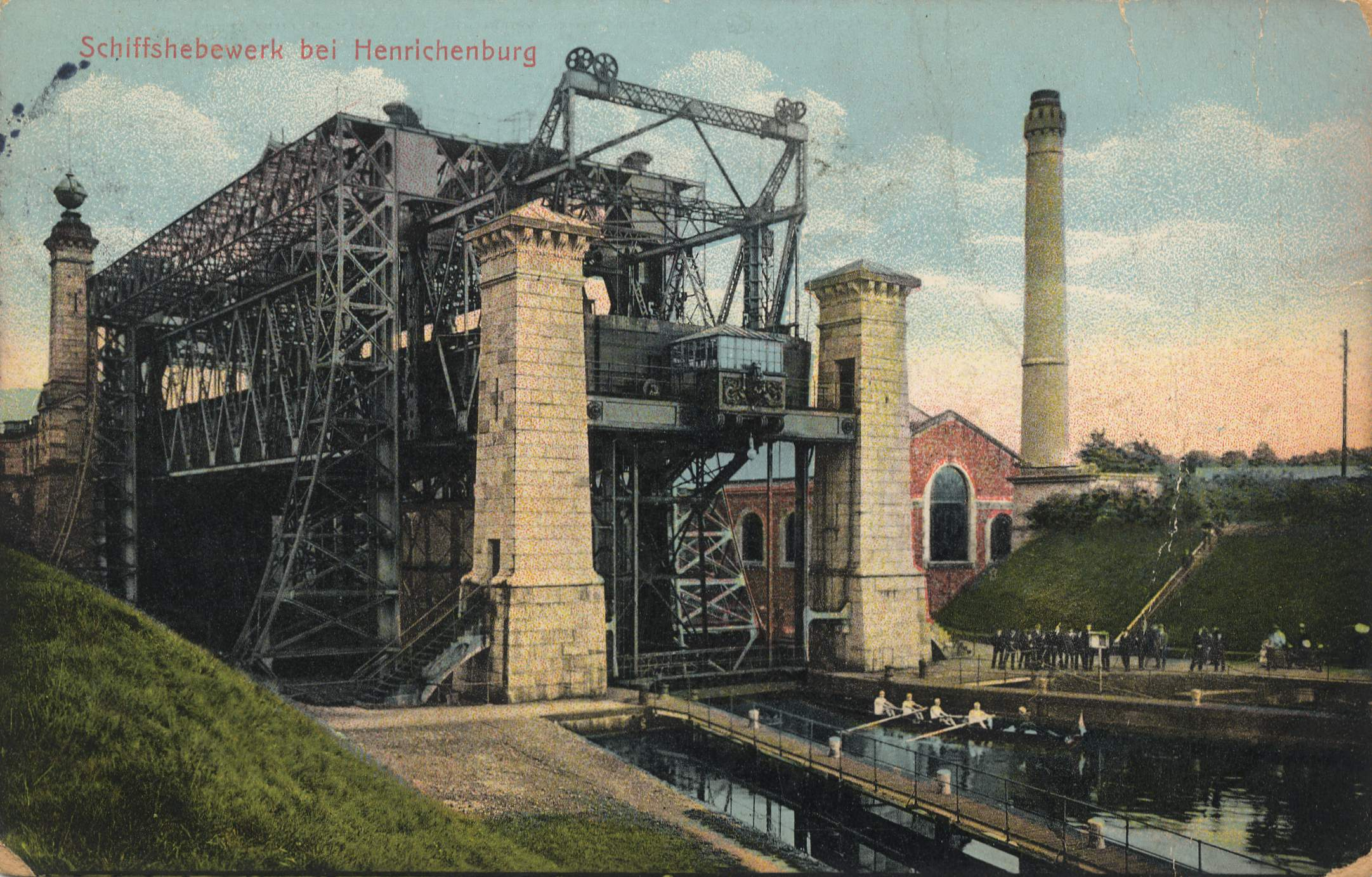
Altes Hebewerk – historische Postkarte

Das kleine Freilichtmuseum gibt den Besuchern einen Einblick in die Schiffshebetechnik und erläutert die Geschichte der Binnenschifffahrt mit der Entstehung des westdeutschen Kanalnetzes. Den Mittelpunkt bildet das alte Schiffshebewerk mit seinem Trogbauwerk. Nach seiner Außerbetriebnahme waren in den 1970er Jahren die betriebstechnischen Einrichtungen demontiert, verschrottet oder gar geplündert worden. Um es vor dem Verfall zu bewahren, kämpfte eine lokale Bürgerinitiative für den Erhalt des spektakulären Bauwerks und verhinderte den von der WSV schon vorbereiteten Rückbau. Nach zehn Jahren übernahm 1979 in Abstimmung mit dem Land NRW der Landschaftsverband Westfalen-Lippe (LWL) das Gelände einschließlich des oberen Vorhafens, um das Hebewerk als Technisches Denkmal herzurichten. Die Arbeiten zur gründlichen Restaurierung und Rekonstruktion des Hebewerks starteten 1982, jedoch ohne Wiederherstellung der ursprünglichen Hebewerksfunktion. 1992 konnte die Eröffnung des LWL-Industriemuseums erfolgen.

### Hebewerk

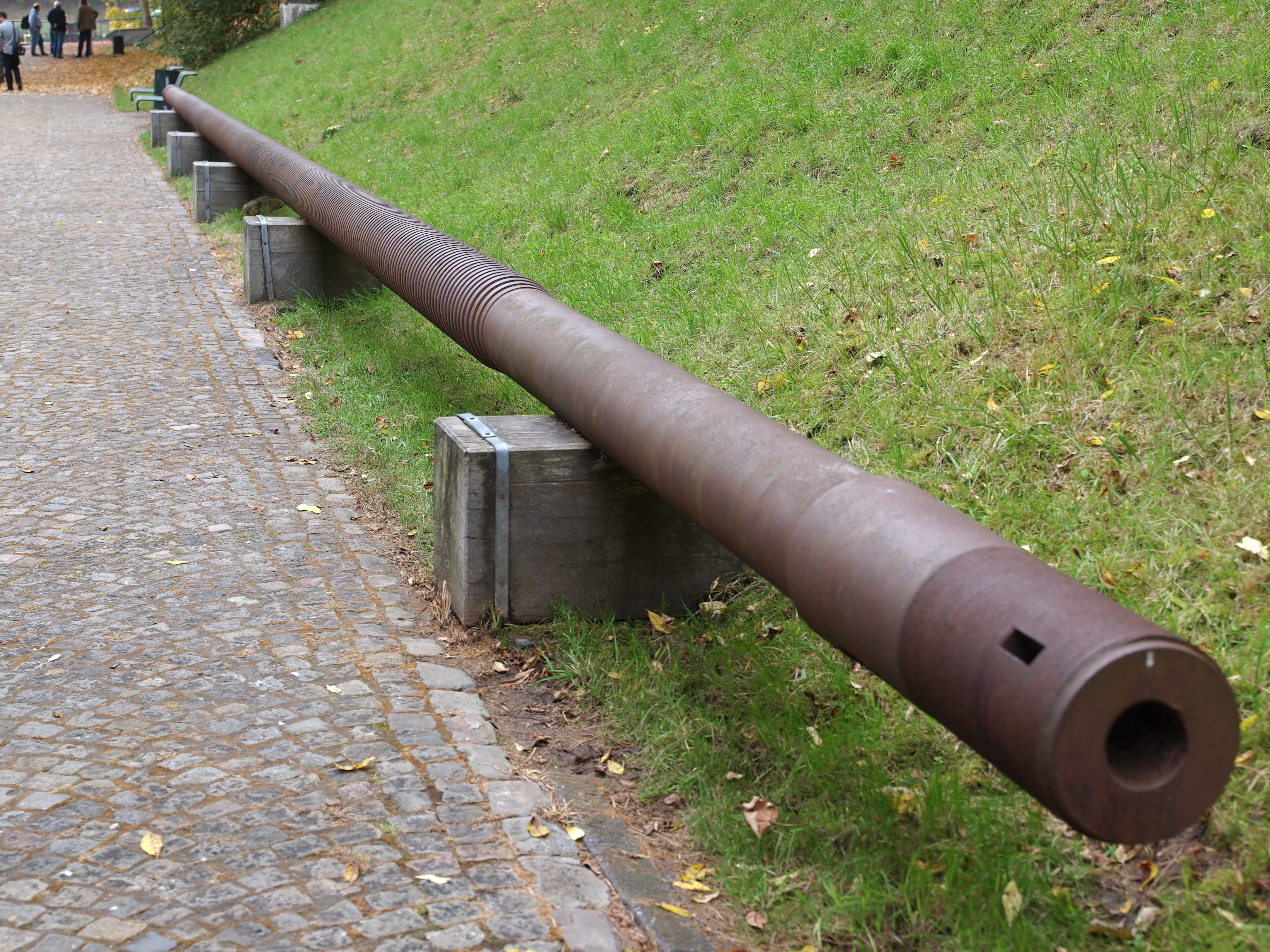
Alte Ersatzspindel

Die fünf Schwimmer wurden bei der Renovierung in den Schächten einbetoniert, sodass der Trog des Hebewerks heute auf Uferhöhe steht. Dadurch können Besucher den Boden direkt von dort aus betreten. Sein Innenraum enthält einen zweiten Blechboden in Form des damaligen Standard-Schleppkahns für den DEK. Ergänzend stellt ein Stahlrohrgerüst die Kubatur des halben Kahns mit seinem Aufbau dar. Vom Ufer her ist die Konstruktion mit den fünf Schwimmern unterhalb des Trogs deutlich auszumachen und kann über eine Treppe erreicht werden. Die steinernen Türme am Ober- und Unterhaupt beinhalten in ihrem Zentrum die Gegengewichte für die Tore. Über eine schmale Wendeltreppe gelangt man auf die kurze Brücke zwischen den beiden Türmen. Von dort aus ist ein guter Blick auf die Stahlkonstruktion und die umgebende Kanallandschaft möglich. In den vier seitlichen Gittermasttürmen liegen die Führungsspindeln, die zur Sicherung des Trogs während der Bewegung erforderlich sind. Eine Ersatzspindel liegt als Anschauungsobjekt neben dem Trog längs der Uferböschung auf der Nordseite.

### Kessel- und Maschinenhaus
Neben dem Hebewerk steht das ehemalige Kessel- und Maschinenhaus. Das ohne die ursprünglich installierte Maschinentechnik vorgefundene Gebäude war in einem stark beschädigten Zustand. Nach gründlicher Renovierung ist das Gebäude zum Vortragsraum des Museums hergerichtet worden. Über die Eingangstür gelangen die Besucher in den Maschinenraum, wo auf dem Boden die Lage der Maschinen nachgezeichnet ist. Drehbare Bildschirme machen in erweiterter Realität die damals vorhandenen vier Maschinen wieder sichtbar. Zwei Dampfmaschinen erzeugten über Dynamos den zum Betrieb des Hebewerks erforderlichen Strom und zwei großen Pumpen sorgten für den Wasserausgleich in der Haltung des Stichkanals nach Dortmund.
Der Raum daneben enthielt zur damaligen Zeit drei Dampfkessel für die Dampferzeugung und dient heute als Ausstellungsraum. Neben einem Modell des gesamten alten Gebäudes ist dort eine alte Schiffsdampfmaschine mit Schraubenantrieb aufgestellt, die von Mitarbeitenden bisweilen in Bewegung gesetzt wird. In der Ausstellung ist die alte Hebewerkstechnik im Modell nachgebildet und es wird viel Information rings um den Bau und Betrieb der Wasserstraßen vermittelt.

### Museumshafen

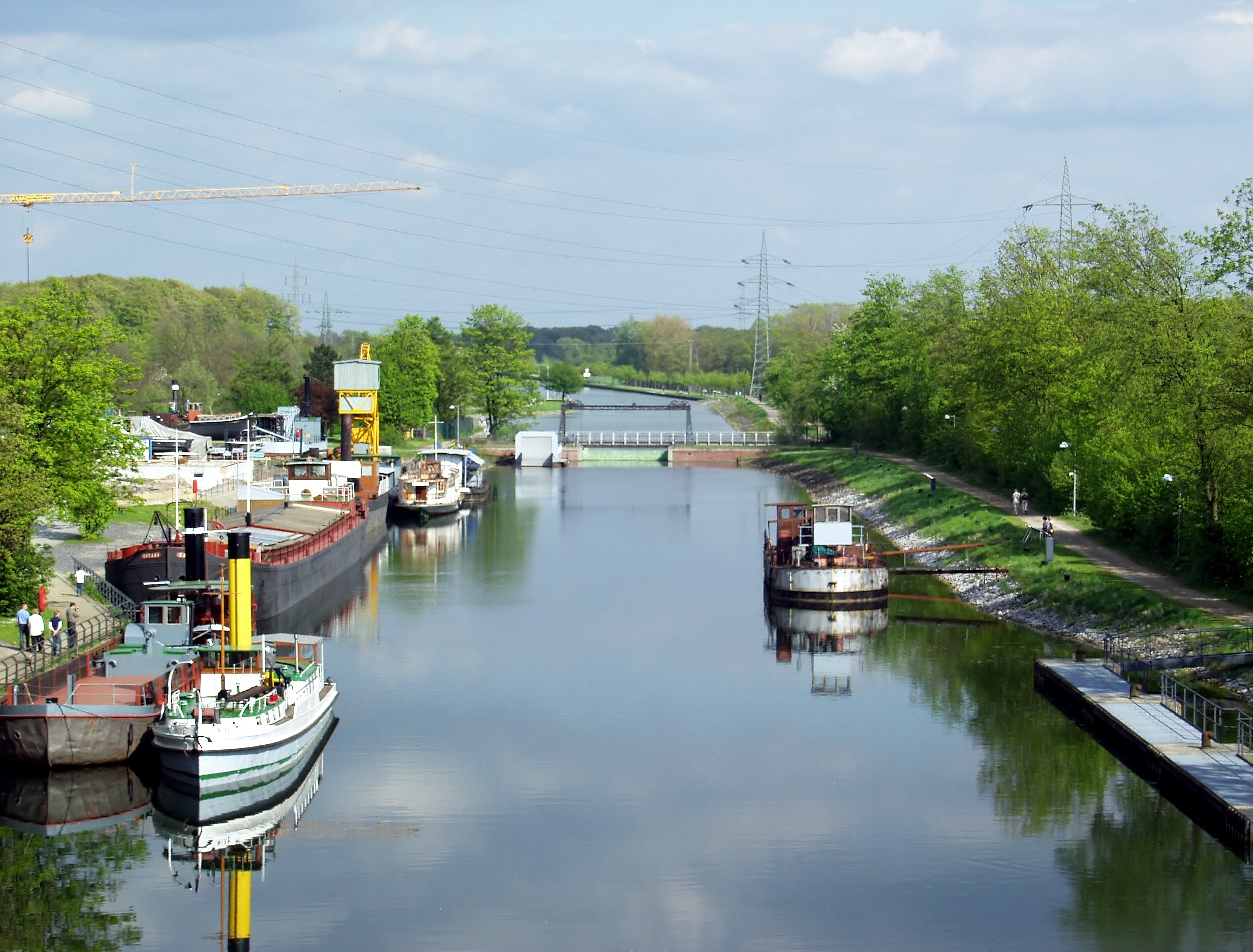
Museumshafen

Über die Wendeltreppen in den beiden Oberhaupttürmen gelangen Besucher zum Freigelände am oberen Vorhafen, der zusammen mit einem Teilstück der oberen Haltung zu einem Museumshafen ausgebaut worden ist. Das 28 Jahre trocken stehende Oberwasser konnte nach umfangreichen Restaurierungsarbeiten 1998 geflutet werden und stellt eine hafenähnliche Szenerie aus der Zeit um die Jahrhundertwende nach. Neben historischen Schiffen und einer Sammlung schwimmender Arbeitsgeräte befindet sich am Nordufer die Helling der ehemalige Werft des Wasserstraßen-Maschinenamts in Herne. Mit Hilfe der vier Wagen der Helling können die Museumsschiffe inspiziert und repariert werden. Das Ensemble wird ergänzt durch einen historischen Hafenkran und einen Dampfdrehkran auf Schienen. Daneben ist eine Treidel-Lokomotive ausgestellt die zum Ein- und Ausschleppen von Schiffen an den Schleusen des Rhein-Herne-Kanals verwendet wurde. Das rekonstruierten Hafengebäude zeigt wechselnde Sonderausstellungen. Im Hintergrund dieses Geländeteils liegt ein Wasserspielplatz für Kinder.
Der Museumsbereich endet nach rund 400 Metern an der alten Hubbrücke von 1897, die von der Schleuse Bollingerfähr stammt und nachträglich als Museumsstück aufgebaut worden ist. Unter der Brücke befindet sich der wasserseitige Abschluss des Museumshafens zum DEK. Das ehemalige Klapptor (Bj. 1914) vom Oberhaupt der alten Schachtschleuse ist dort als Sperrtor eingebaut. Zu besonderen Gelegenheiten kann beides geöffnet werden, um Schiffen die Aus- und Einfahrt zu ermöglichen. Die dahinter befindliche Fussgängerbrücke im Freibereich ist klappbar. Für die Besucher des Museums stellt die alte Hubbrücke eine Verbindung zum Südufer her, wo im Uferweg im Boden alle 100 Meter Hektometermarkierungen des DEK eingelassen sind. Auf ihnen ist jeweils die Jahreszahl der Kanaleröffnung und die Kilometrierung abzulesen.
Zum Museum gehört auch der untere Hebewerksvorhafen, in dem am Nordufer das ehemalige Motorgüterschiff FRANZ CHRISTIAN (Bj. 1929) liegt. Im Laderaum befindet sich die Ausstellung Ein Arbeitsleben an Bord. Auf der gegenüber liegenden Seite ist der Anleger für das Fahrgastschiff HENRICHENBURG, mit dem an Wochenenden Fahrten auf dem DEK angeboten werden. In der Verlängerung zum DEK liegt heute eine Marina für Sportboote.

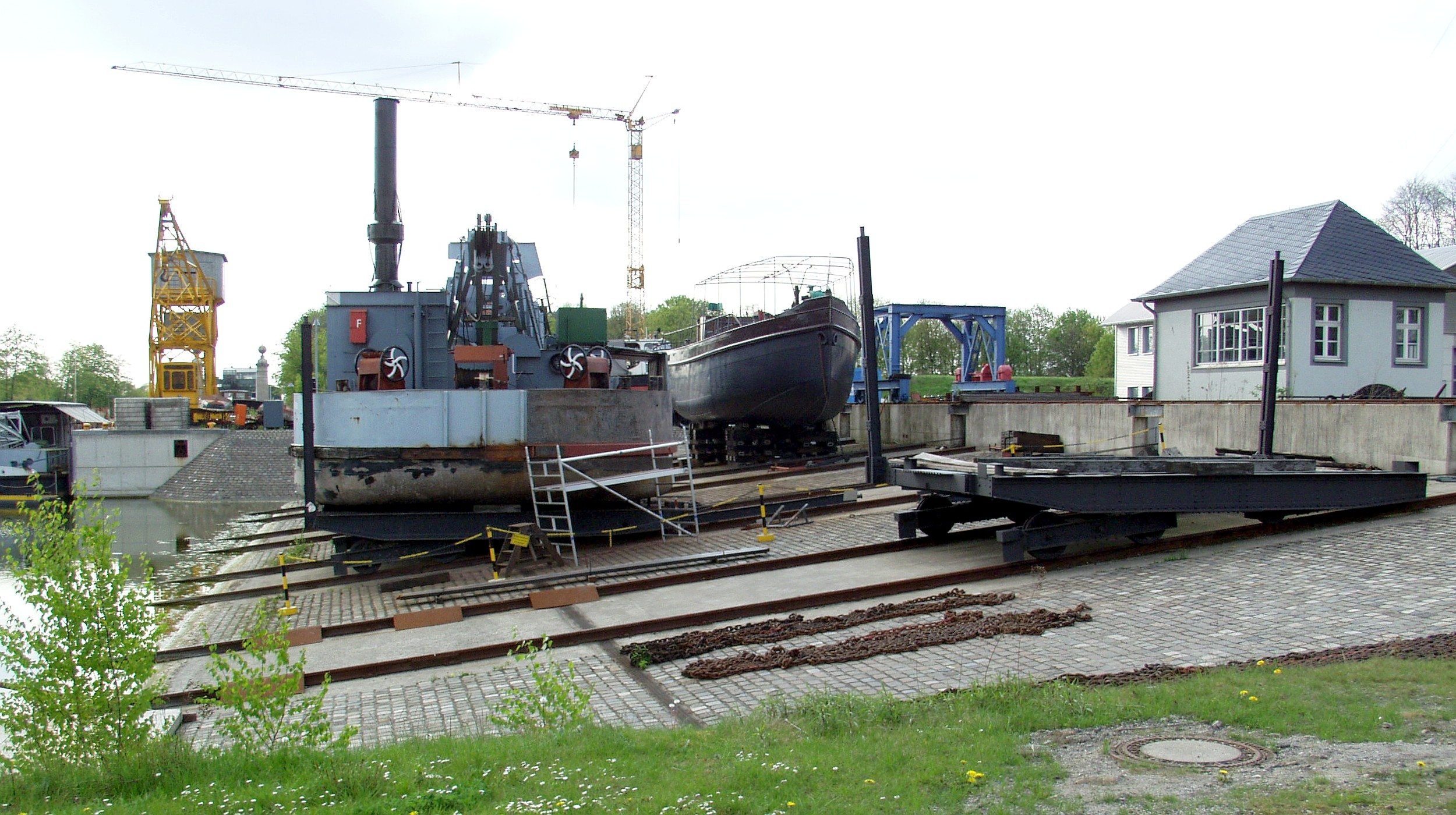
Helling im Oberwasser
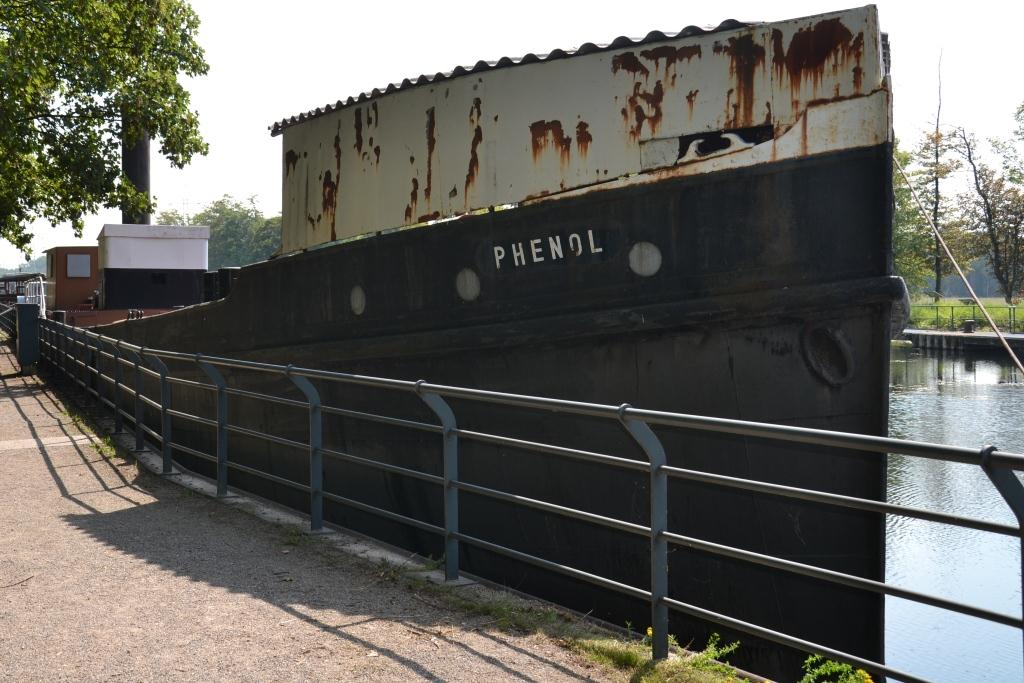
Dampftankschiff PHENOL
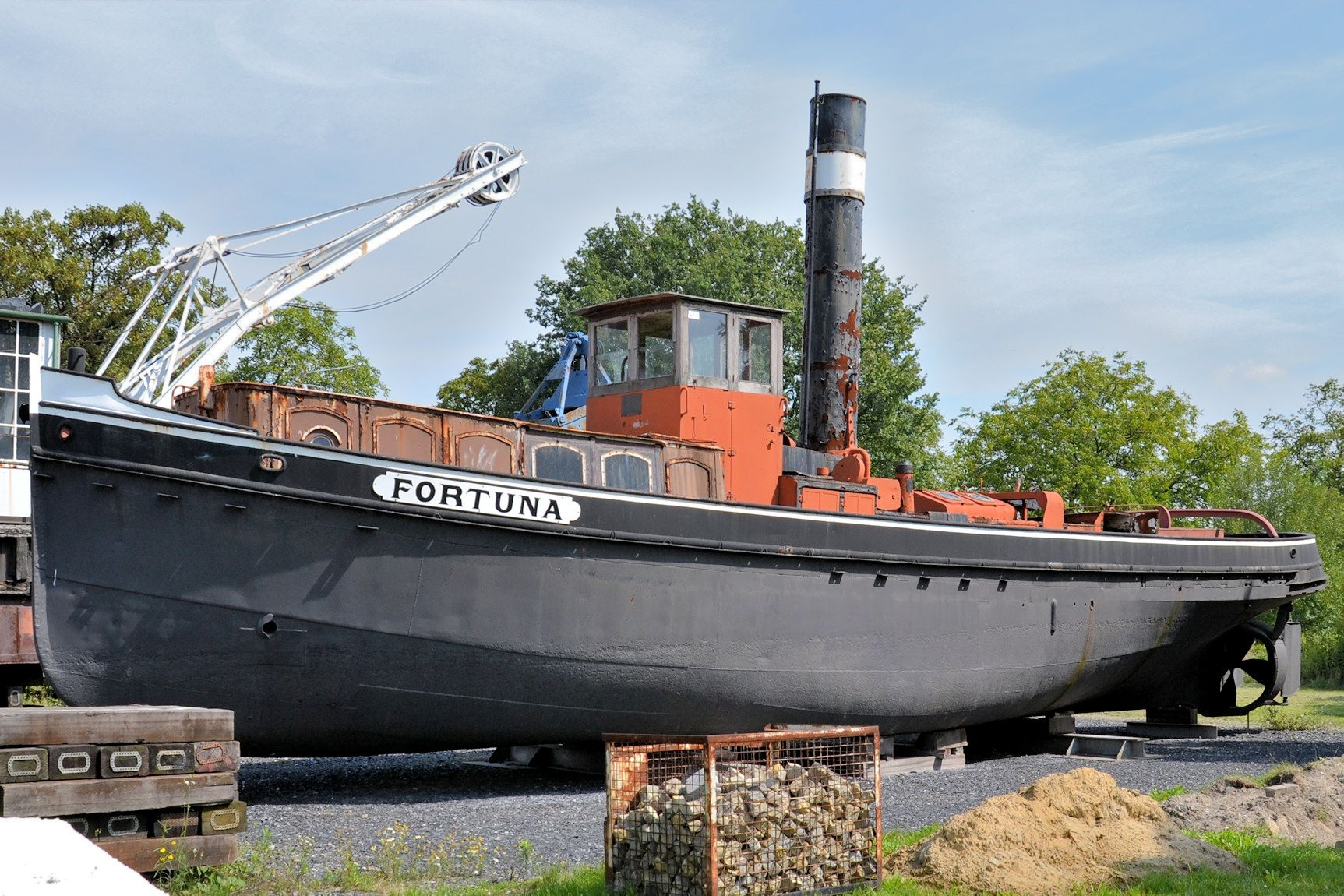
Dampfschlepper FORTUNA
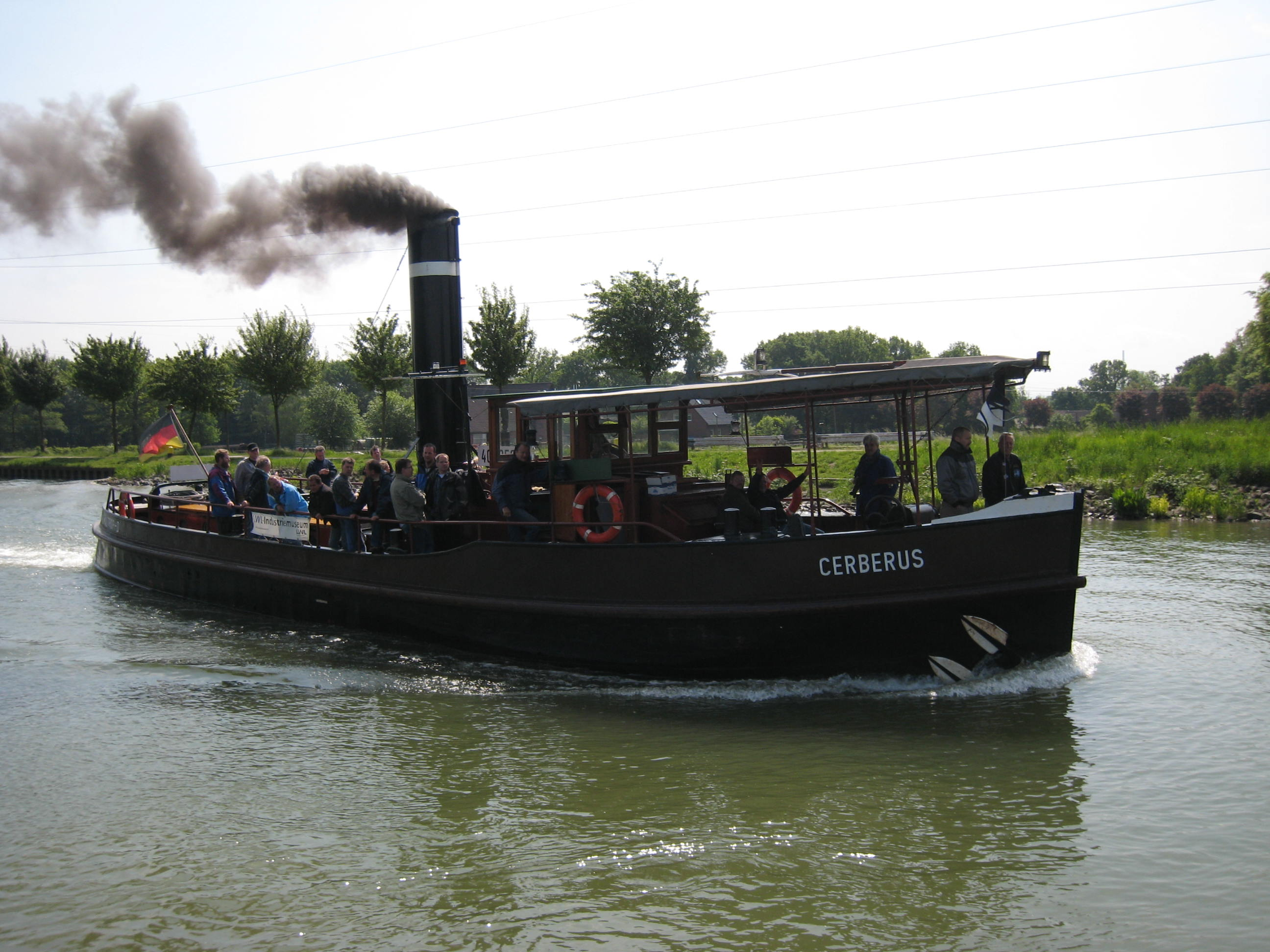
Polizei- und Feuerlöschboot CERBERUS
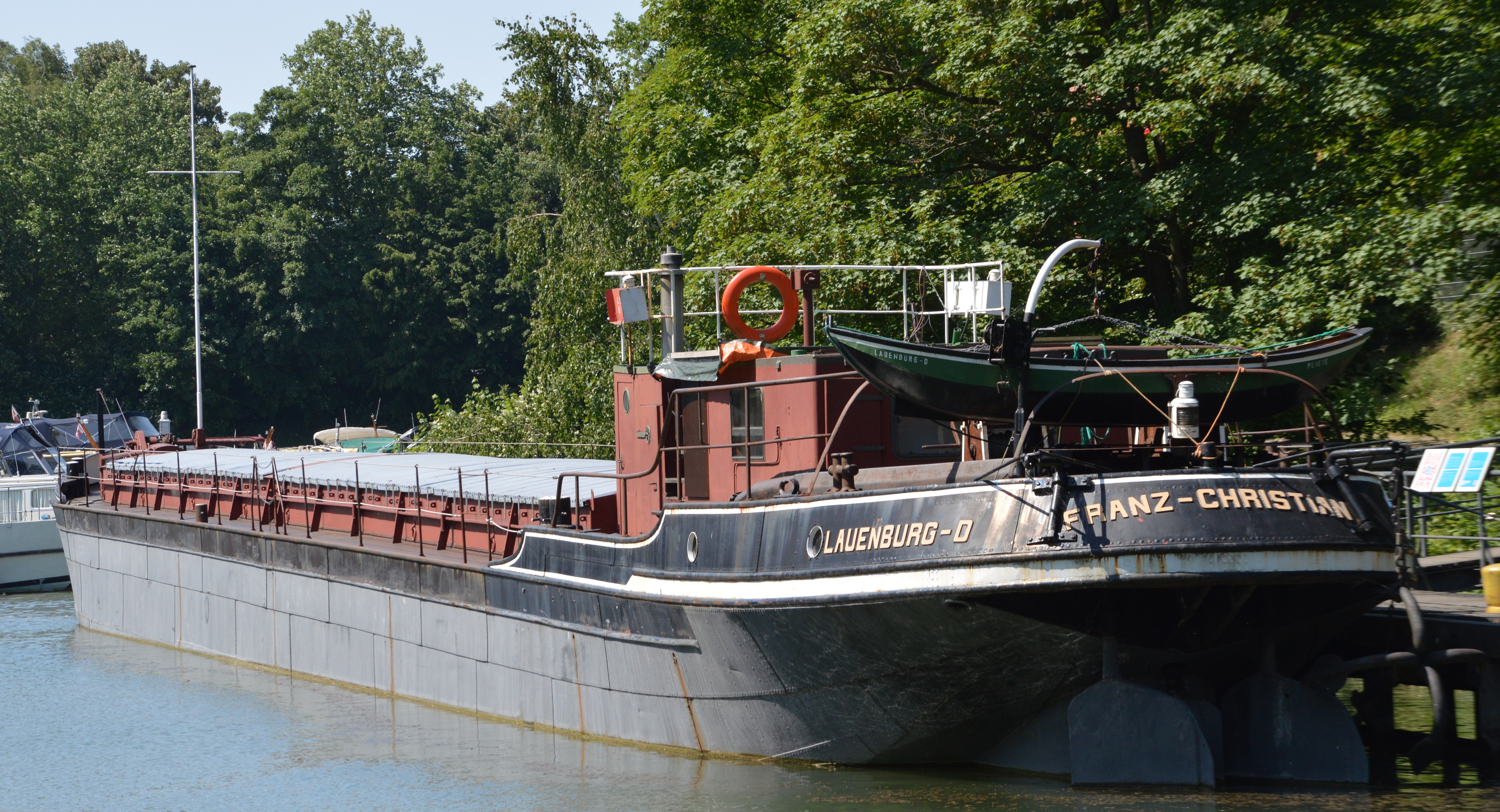
Motorgüterschiff FRANZ-CHRISTIAN

### Parkgelände
Oberhalb der Schiffswerft kann der Museumsbereich verlassen werden und man betritt den parkähnlichen Bereich mit der alten Schachtschleuse. Als ein vollständiger Rest des Bauwerks sind neben der Schleusenkammer noch die Wasser gefüllten fünf Sparbecken vorhanden. Auf der Sohle der trockengelegten Schleusenkammer ist eine Rampe angelegt, die als Verbindungsweg zwischen Ober- und Unterwasser dient. Für Wassersportler sind Stege im Wasser vorhanden, um die Boote anzulanden. Jedoch fehlt zum Transport der Boote über die Rampe eine Bootsschleppe. In den Kammerwänden sind die alten Nischenpoller und Haltekreuze zum Festmachen der Schiffe während der Schleusung bequem zu betrachten. Am oberen Ende fehlt das alte Klapptor, das im Museumshafen eingebaut worden ist. Das Hubtor im Unterhaupt hängt deutlich sichtbar über dem Gewölbe der Ausfahrt. In den beiden Türmen waren die Gegengewichte für diesen Kammerverschluss untergebracht. Die Sparbecken auf der anderen Seite der Alten Schleuse mussten einem Parkplatz weichen. Als Reste sind noch die fünf grün gestrichenen Schieberschächte vorhanden.

### Ruhr 2027
Zur Internationale Gartenbauausstellung 2027 plant der LWL einen neuen Eingangsbereich für das Museum, da es derzeit nicht barrierefrei zu erreichen ist. Der Neubau soll auf dem LWL-Gelände neben der Schiffswerkstatt am Oberwasser entstehen. Neben neuen Verbindungswegen zwischen den vier Abstiegsbauwerken des Schleusenparks soll es einen Aufzug zur Verbindung von Unter- und Oberwasser geben.

## Erlebniswelt Wasserstrasse
Nördlich der Zufahrtsstraße zum Parkplatz beginnt der eingezäunte Geländebereich des Wasserstraßen- und Schifffahrtsamtes Westdeutsche Kanäle, der über die Ausstellungshalle kostenfrei betreten werden kann. Auf der ehemaligen Insel zum neuen Hebewerk war 1989 die neue Großschifffahrtsschleuse mit den zwei Sparbecken errichtet worden. Die 190 Meter lange Schleusenkammer ist beidseits mit Geländern gesichert, wodurch Besucher sehr nah herantreten können. Über eine Brücke am Unterhaupt gelangt man auf die Hebewerksinsel, wobei sich ein guter Blick auf die zwei mächtigen Stemmtore ergibt. Auf der Insel präsentiert sich das Neue Hebewerk mit dem verglasten Oberhauptturm. Der Trog verharrt wie beim alten Hebewerk in einer Mittelstellung. Die Zufahrten sind mit festen Barrieren verschlossen und damit gegen Beschädigungen durch Schiffe gesichert.
Die neben den zwei Sparbecken befindliche Ausstellungshalle „Erlebniswelt Wasserstrasse“ informiert ausführlich mit vielen Modellen, Informationstafeln und Filmvorführungen über das westdeutsche Kanalnetz. Im Mittelpunkt steht der Ausbau und die Nutzung des Kanalnetzes einschließlich der notwendigen Wasserversorgung. Ein Teilbereich ist dem Transportsystem Binnenschifffahrt gewidmet, der den Steuerstand eines Binnenschiffs mit seiner Radartechnik enthält und erfahrbar macht.

## Bilder

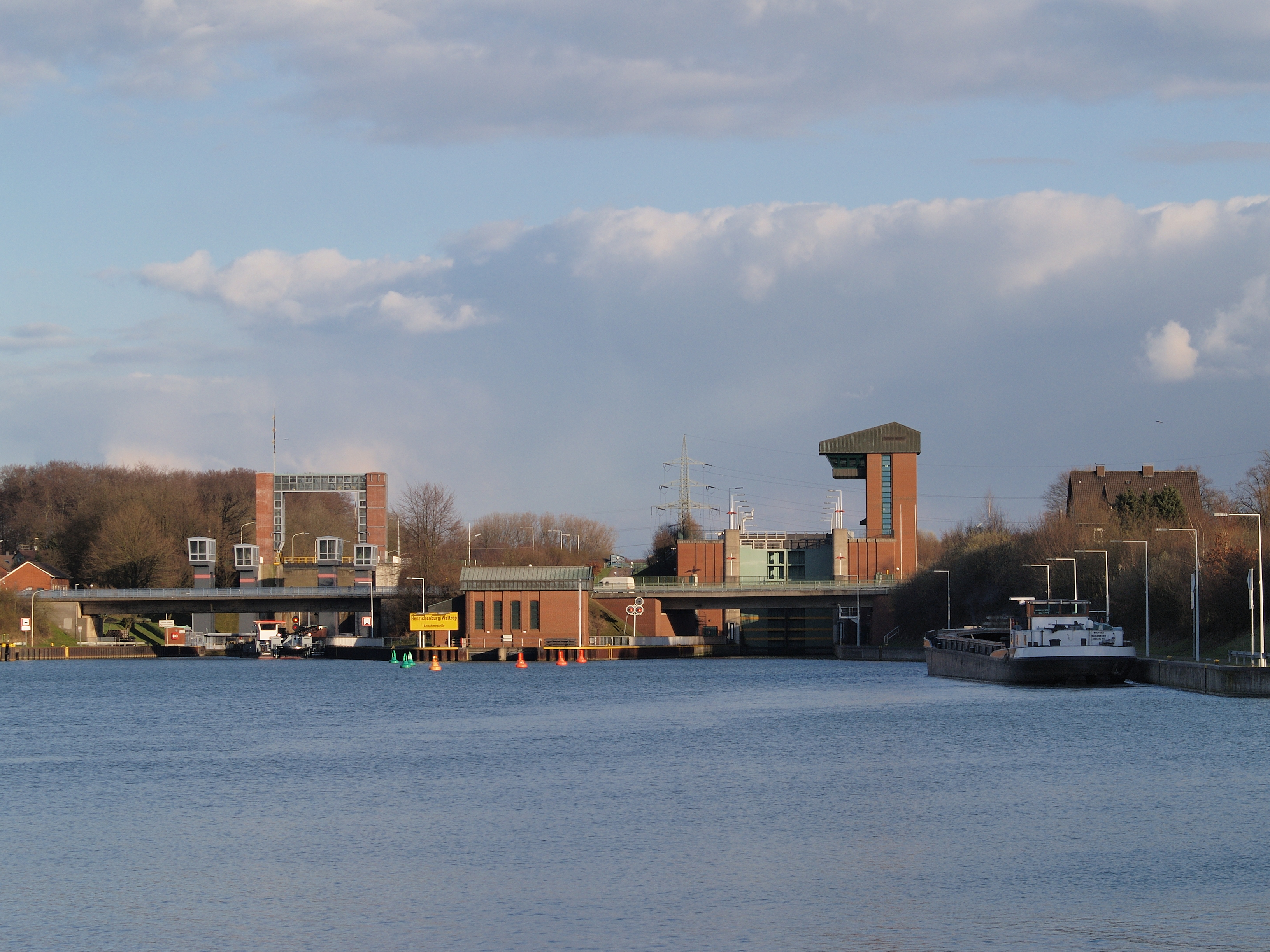
Neues Hebewerk (links) und neue Schleuse
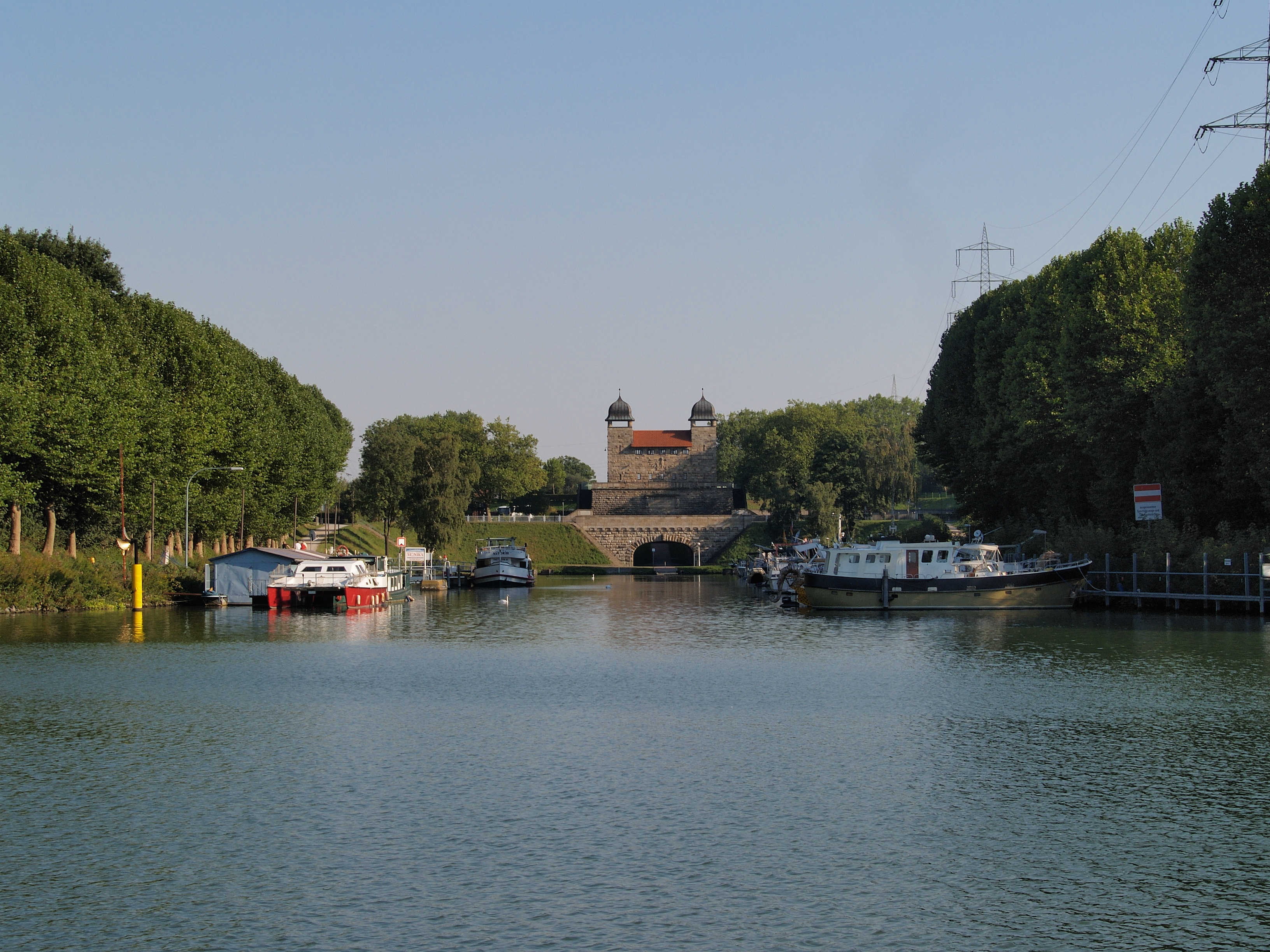
Alte Schachtschleuse
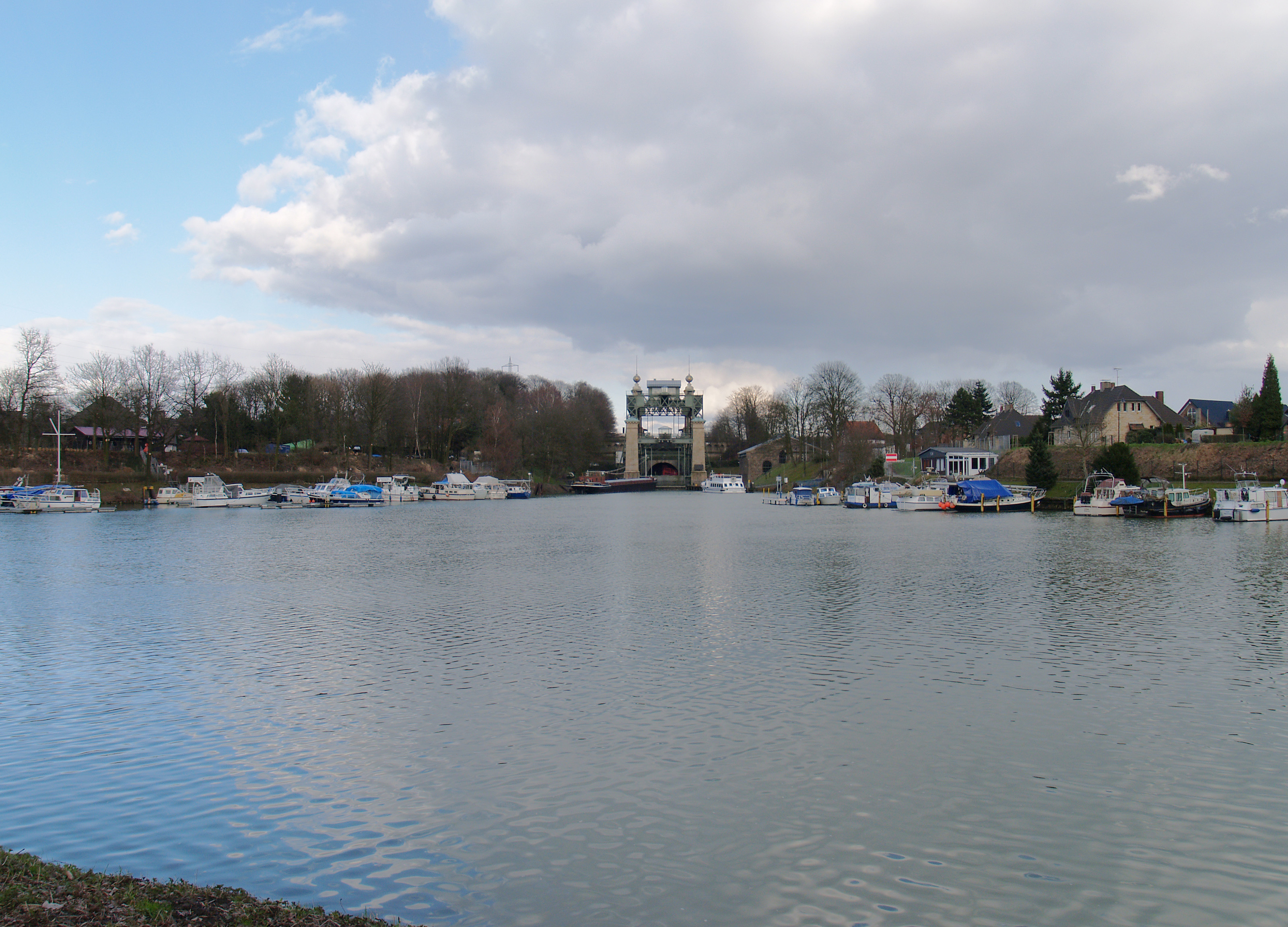
Altes Hebewerk und Vorhafen
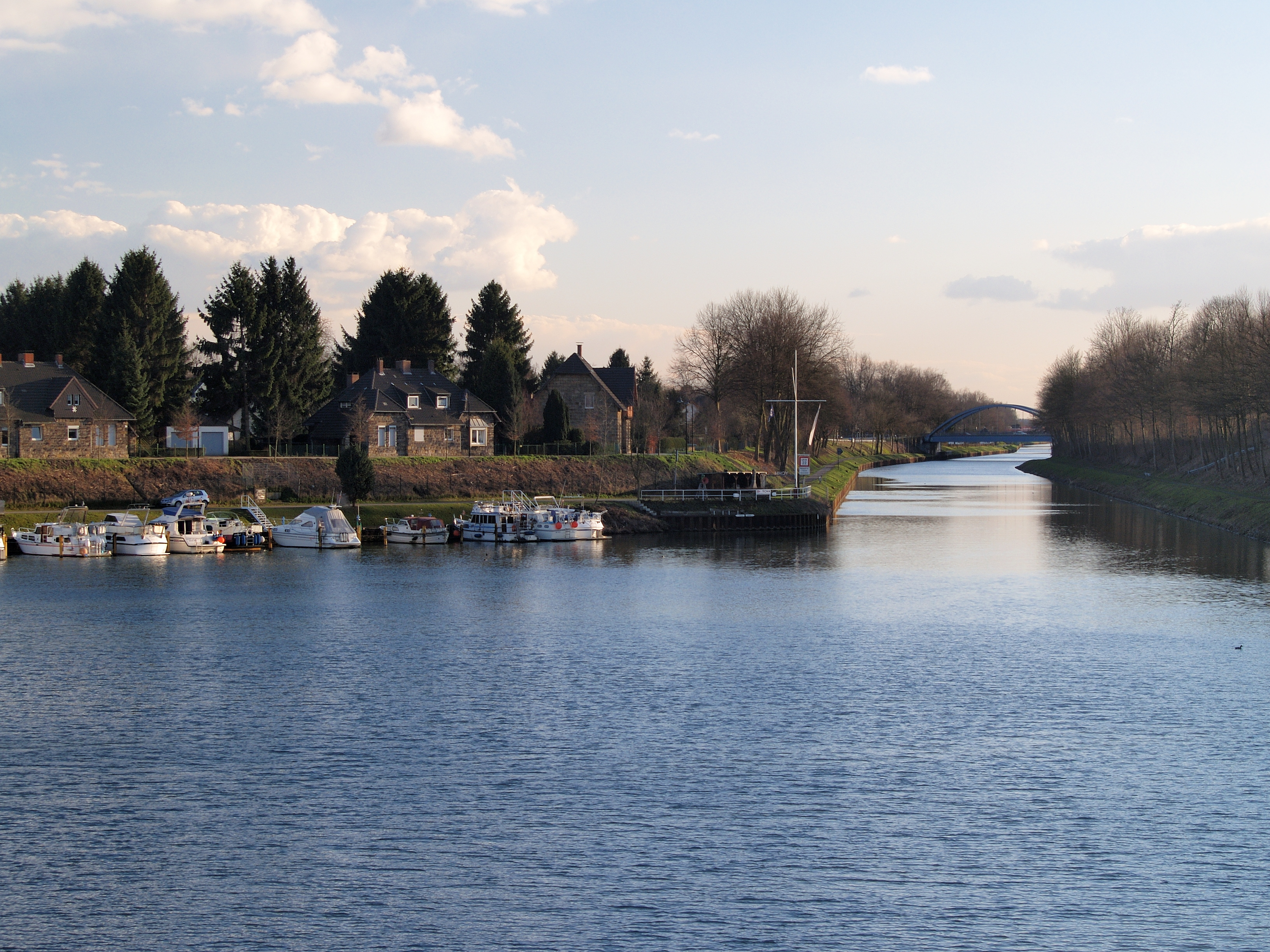
Abzweig des Rhein-Herne-Kanals
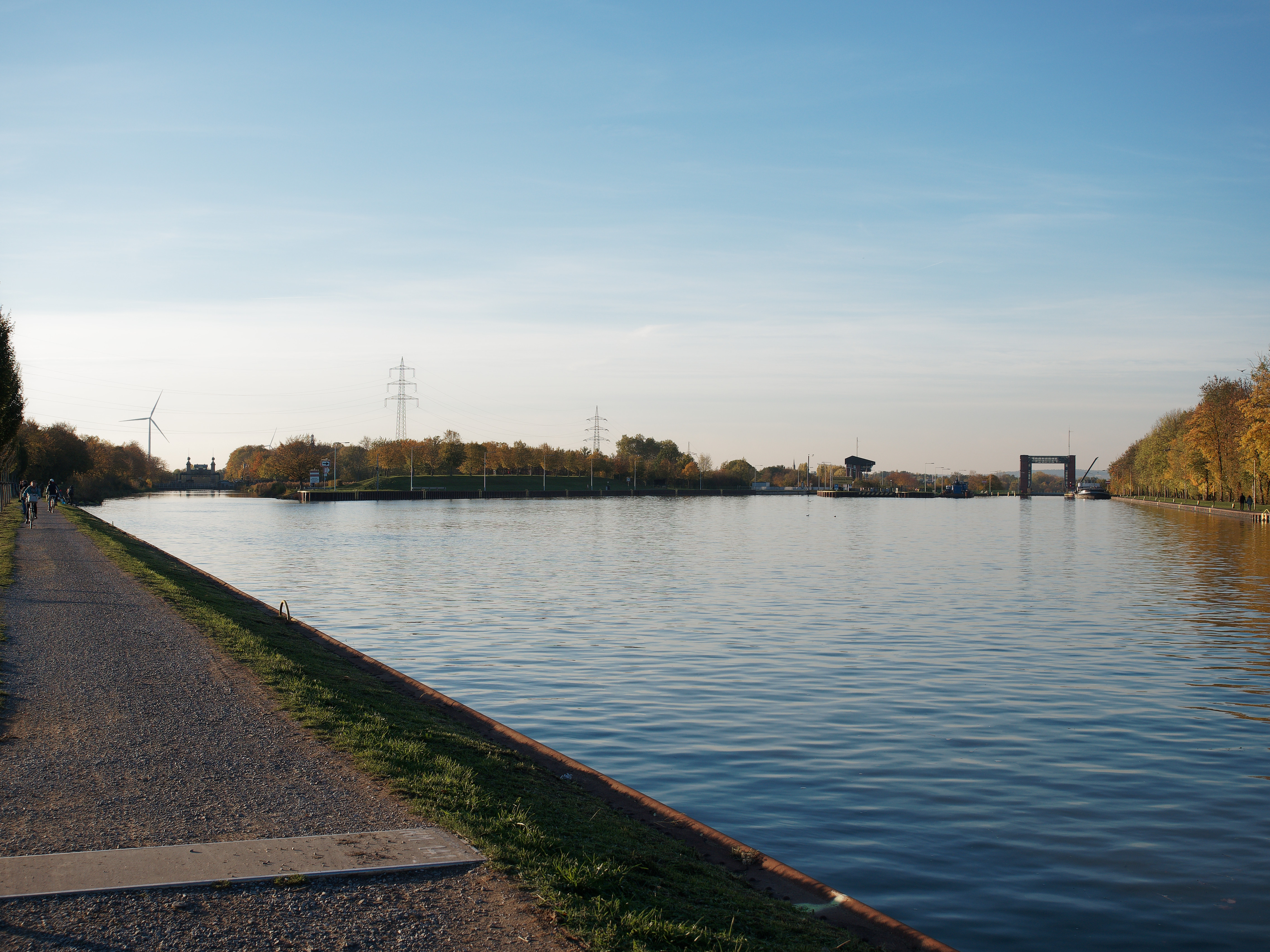
Links das alte Hebewek, daneben die neue Schleuse und rechts das neue Hebewerk
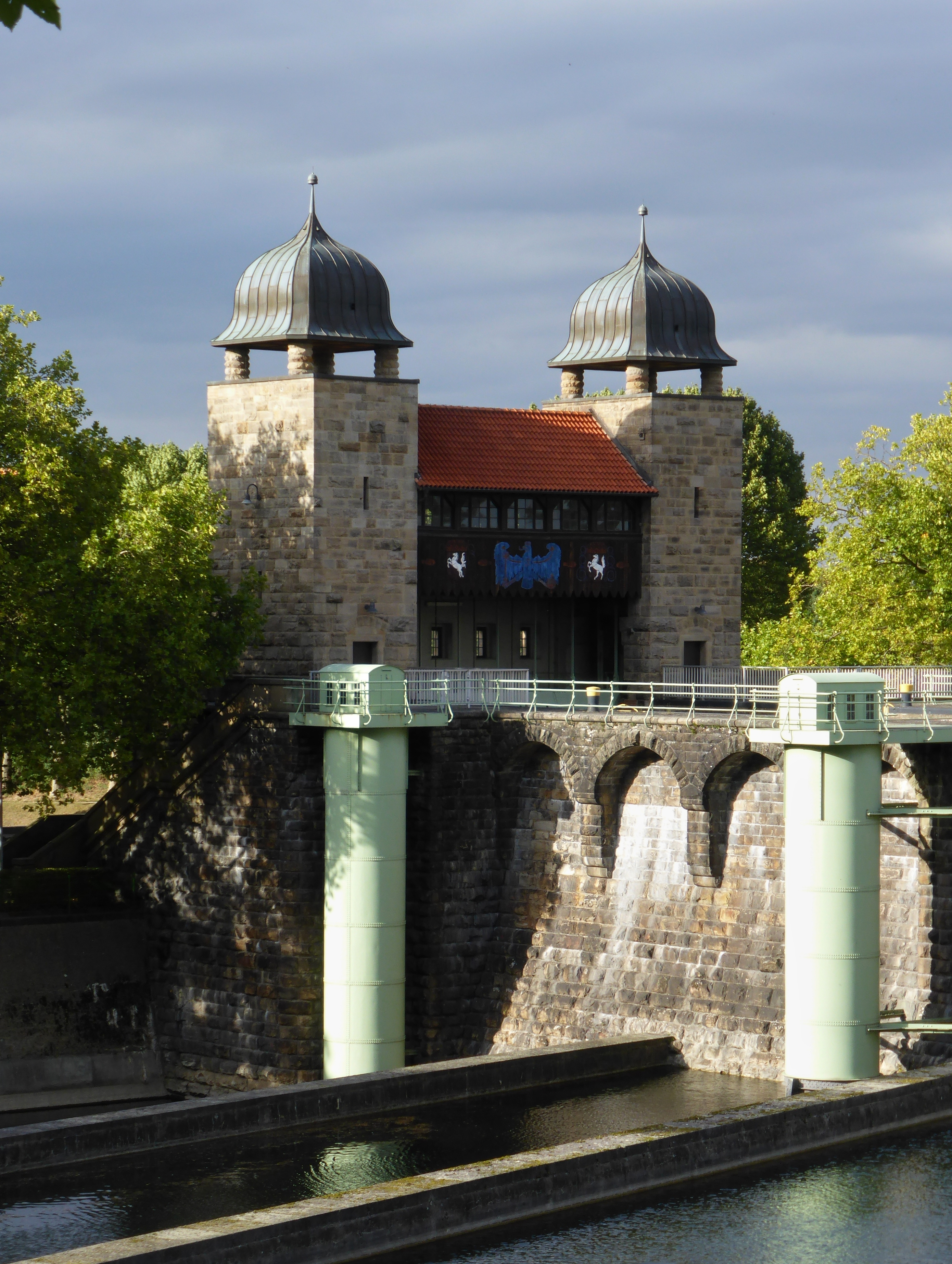
Sparbecken der alten Schachtschleuse

## Route der Industriekultur
Das LWL-Industriemuseum „Schiffshebewerk Henrichenburg“ ist einer von 25 Ankerpunkten auf der Route der Industriekultur, die zu den Schätzen der Industriekultur in der Metropole Ruhr führt. Die Route ist ein Projekt des Regionalverbandes Ruhr (RVR) und verbindet als touristische Themenstraße die „wichtigsten und touristisch attraktivsten“ Industriedenkmäler des Ruhrgebiets. Zusätzlich ist das Hebewerk noch in zwei Themenrouten enthalten:
Industriekultur an der Lippe
Kanäle und Schifffahrt

## Verkehrsanbindung
Der Schleusenpark kann über die Ausfahrt Henrichenburg der Bundesautobahn 2 angefahren werden. Auf der Bundesstraße 235 in Richtung Datteln führt nach 600 Metern vor der Brücke über den RHK die Hebewerkstraße zum LWL-Industriemuseum mit dem alten Hebewerk. Ein Parkplatz befindet sich südlich und direkt am Eingang zum Museum mit dem alten Hebewerk. In Fortsetzung der B235 kreuzt nach rund einem Kilometer die Landstraße L511, die in Richtung Osten nach Waltrop führt. Hinter dem Cafe/Restaurant an der Straße „Zum neuen Hebewerk“ liegt zwischen alter Schachtschleuse und Ausstellungshalle WSV ein großer Parkplatz für den gesamten Schleusenpark.
Per Rad kann der Schleusenkomplex angefahren werden über die vorbei führenden Radrouten Dortmund-Ems-Kanal-Route, Emscher-Weg und der Route der Industriekultur per Rad. Dabei kann als attraktive Kanalkreuzung die neue Brücke „Sprung über die Emscher“ am Emscher-Durchlass genutzt werden, die 2023 ca. fünf Kilometer südlich vom Schleusenpark gebaut worden ist.
Die VRR-Buslinie 231 der Vestischen Straßenbahnen bietet direkte Verbindungen nach Horneburg, Oer-Erkenschwick, Recklinghausen und Waltrop.
| Linie | Verlauf | Takt (Mo–Fr) |
| ----- | --- | ------------ |
| 231   | Recklinghausen Hbf – Nordviertel – Ostviertel Lange Wanne – Alt Oer – Oer-Mitte – Maritimo – Klein-Erkenschwick – Oer-Erkenschwick Berliner Platz – Gewerbegebiet Rapen – Horneburg – Meckinghoven – Datteln Bf – Waltrop Hebewerk – Oberwiese – Waltrop Rathaus – Am Moselbach | 30 min       |